# Bessie Rayner Parkes
Elizabeth Rayner Belloc (nascuda Parkes; Birmingham, Warwickshire, Anglaterra, 16 de juny de 1829 - Slindon, Sussex, 23 de març de 1925) va ser una de les feministes angleses més destacades i defensores dels drets de les dones a l'època victoriana, editora de premsa i també poeta, assagista i periodista.

## Primers anys
Bessie Rayner Parkes era filla de Joseph Parkes, un pròsper advocat i liberal amb simpaties radicals, i d'Elizabeth ("Eliza") Rayner Priestley, néta del científic i ministre unitari Joseph Priestley, que, havent nascut a Pennsylvania, sempre se sentí estatunidenca. Encara que no simpatitzava amb la seva filla pel fort desig de Bessie de fer canvis en l'estatus de la dona, Elizabeth no s'hi va oposar mai activament; El suport de Joseph Parkes a les aspiracions de la seva filla va ser moderat.
Inusualment per a les noies del seu origen, Bessie va ser enviada a un internat unitari progressista als 11 anys, un període de la vida que va gaudir. La passió de Parkes per escriure va sorgir de la vida culta a la qual va estar exposada quan era petita, ja que els seus pares eren àvids consumidors de les arts. La poesia autodidacta va ser la primera passió de Parkes, que més tard la va portar a aplicar els seus talents en l'activisme.

## Activisme
Parkes va anar prenent consciència de la situació injusta, contradictòria i fins i tot absurda de les dones a Gran Bretanya, tot i que hi havia moltes diferències segons la classe social a la qual pertanyien. El primer esforç que van fer Parkes i la seva amiga Barbara Leigh Smith Bodichon va ser intentar canviar les lleis de propietat restrictives que s'aplicaven a les dones casades.
Parkes també es va unir a un grup anomenat «Comitè per al discurs de les dones a les seves germanes americanes sobre l'esclavitud» el 1853. El grup de dones va treballar per aconseguir 576.000 signatures en la seva petició abolicionista i antiesclavista als Estats Units.
Bessie Parkes i Barbara Bodichon van començar a escriure articles sobre temes de dones en revistes i diaris radicals, com ara Hastings i St Leonards News. I al 1854 va publicar Remarks on the Education of Girls Observacions sobre l'educació de les nenes, que defensava l'educació de les dones joves i la participació de les dones en els afers públics. En aquest assaig, Parkes hi exposava la preocupació perquè les dones quedaven limitades a molt poques carreres i hi criticava la societat pel poc poder que tenien les dones en comparació amb els dels homes.

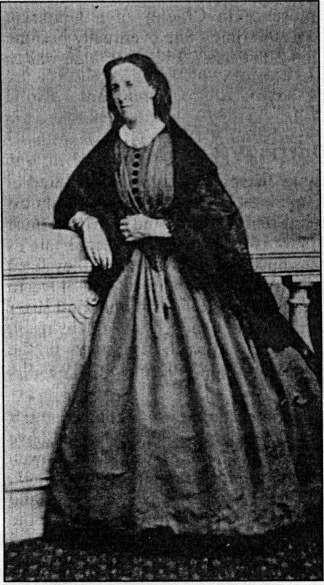
Bessie Rayner Parkes

Parkes també s'indignava amb la distinció que es feia entre "dames" i "dones". Les "dames", és a dir, les dones de classe mitjana, perdien la seva condició social si treballaven a canvi d'un salari; les úniques excepcions acceptables eren l'escriptura, la pintura o l'ensenyament, i a la pràctica això es reduïa a fer d'institutrius. Gràcies en part als seus esforços, a finals de segle, ja es considerava acceptable que una dona de classe mitjana adquirís una educació adequada i es formés per fer feina remunerada.
Parkes i les seves amigues activistes van interactuar amb dones d'altres països d'Europa i dels Estats Units. A la dècada de 1860, Parkes va pertànyer al primer grup de dones que es va proposar obtenir el dret de vot. El 1866 va constituir, amb Barbara Bodichon, el primer Comitè per al Sufragi de les Dones, que va organitzar la petició que John Stuart Mill presentaria a la Cambra dels Comuns.

## Amistats
La seva amistat més fructífera va ser amb Barbara Bodichon, perquè dels seus esforços conjunts va créixer el primer moviment de dones organitzat a Gran Bretanya. Una altra amistat propera va ser amb la seva companya activista Barbara Leigh Smith. Es van conèixer el 1846 i la seva amistat va inspirar gran part del treball de Parkes.
L'ampli cercle d'amics literats i polítics de Bessie Rayner Parkes incloïa George Eliot, Harriet Martineau, Anna Jameson, Elizabeth Barrett Browning, Robert Browning, Barbara Leigh Smith Bodichon, Elizabeth Blackwell, Lord Shaftesbury, Herbert Spencer, Ralph Waldo Emerson, Elizabeth Gaskell, William Thackeray, Elizabeth Garrett Anderson, John Ruskin, Henry Wadsworth Longfellow i Dante Gabriel Rossetti.

## The English Woman's Journal

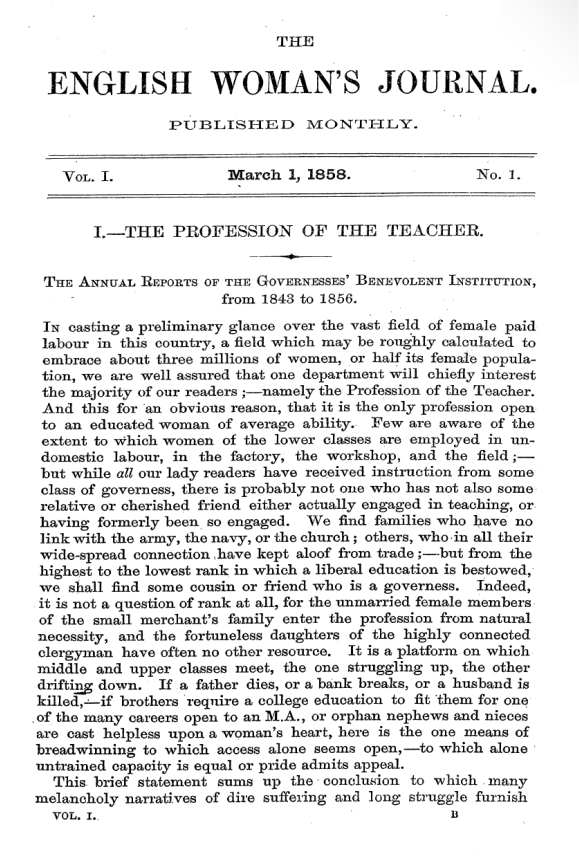
El primer número de la revista English Woman's Journal

Parkes es va convertir en l'editora principal de la primera revista feminista britànica, l'English Woman's Journal, publicada mensualment a Londres entre 1858 i 1864, i, tot i que es va concebre per dur a terme activitat política, va ser també un mitjà d'intercomunicació entre les col·laboradores, que es van anar ampliantː Emily Faithfull, Jessie Boucherett, Adelaide Proctor, Emily Davies, Isa Craig... Les diverses seccions diversificaven els interessos –tractats científics, pamflets polítics, retrats biogràfics, relats, escrits de viatges, ressenyes de llibres– al llarg d'una setantena de pàgines.
Des de la revista oferí les pàgines a tothom que volgués ampliar les oportunitats per a les dones a l'educació superior. Les ramificacions que van sorgir d'aquesta revista van ser nombroses i variades, com la Society for the Promotion of the Employment of Women, la Victoria Printing Press (constituïda totalment per dones), la Law-Copying Office i l'espai de trobada Langham Place Group. La revista va ser una part molt important de la comunitat i del moviment pels drets de les dones a Anglaterra, ja que va proporcionar a moltes dones feina i una educació que mai els podria ser arrabassada.

### La impremta Victoria (Victoria Printing Press)
La Victoria Printing Press va ser una empresa iniciada per Parkes el 1860 per ajudar en el seu pla per a l'educació de les noies. Com que creia fermament en la formació de totes les dones joves en alguna habilitat, la impremta li oferia possibilitats.
Aquesta empresa es va convertir en l'única impressora de The English Woman's Journal des de 1860 fins que va tancar el 1864. També va imprimir The Transactions of the National Association for the Promotion of Social Science i altres publicacions que estaven en línia amb les opinions de Parkes, Smith i tot el seu personal femení.

## Conversió al catolicisme
Una altra part important de la història de la vida de Parkes va ser el seu camí cap a l'Església Catòlica, una professió a la qual es va convertir el 1864. Havent nascut en una família radicalment unitària, havia estat familiaritzada amb l'Evangeli des de ben jove. A mesura que creixia, segurament impressionada pel treball social que duien a terme les monges catòliques, es va trobar cada cop més pròxima a la fe cristiana. La seva poesia, amb referències bíbliques més presents, acusaria aquesta inclinació.

## Matrimoni i fills
Amb 38 anys, Bessie Rayner Parkes es va casar amb Louis Belloc, francès, de salut delicada, fill de l'escriptora Louise Swanton Belloc. Durant el seu matrimoni, que durà cinc anys, van tenir dos fills i la família va viure la guerra francoprussiana, motiu pel qual es va veure profundament afectada a nivell material.
Sembla que la família es va traslladar a Anglaterra abans de la mort del seu marit, almenys temporalment. Els seus fills, Marie Belloc Lowndes i Hilaire Belloc, esdevindrien escriptors de renom.

## Vida posterior
Parkes va continuar escrivint fins al final de la seva vida i va seguir sent una observadora atenta de la política i la societat. Tanmateix, després del seu matrimoni i de la mort del seu marit, la seva participació activa en els moviments de dones organitzats es va reduir. Va viatjar als Estats Units amb el seu fill el 1896 i va continuar escrivint. Parkes va publicar cinc obres més en els últims 30 anys de la seva vida.
L'angoixa per l'estupidesa de la guerra i l'orgull del seu país van tenyir els seus sentiments durant la Primera Guerra Mundial i gairebé al final hi va perdre el seu net gran, un segon tinent de la Royal Air Force. Va morir el 1925, als 95 anys.

## Obra publicada
Bessie Rayner Parkes va publicar catorze llibres, el primer dels quals un llibre de poemes: poesia, assaig, biografia, memòries, viatges i literatura per a infants i adolescents, així com un llibret molt efectiu sobre els drets de les dones i desenes d'articles. Gran part de la seva obra literària va ser ben rebuda en vida, i la seva poesia va ser admirada per John Ruskin i Henry Wadsworth Longfellow.

### Obra
- Poems (1852)
- Summer Sketches and Other Poems (1854)
- Remarks on the Education of Girls, with Reference to the Social, Legal, and Industrial Position of Women in the Present Day (1854)
- Gabriel: A Poem (1856)
- The History of our Cat Aspasia (1856)
- Ballads and Songs (1863)
- Essays on Woman's Work (1865)
- Vignettes: Twelve Biographical Sketches (1866)
- La Belle France (1877)
- Peoples of the World (1870)
- In a Walled Garden (1895)
- A Passing World (1897)
- Historic Nuns (1898)
- The Flowing Tide (1900)
- In Fifty Years (1904)